# Francisco Duclós
Francisco Elías Duclós Flores (Lima, Provincia de Lima, Perú, 29 de enero de 1996) es un futbolista peruano. Juega como defensa central.

## Trayectoria

### Inicios
Francisco Duclós se formó en el Alianza Lima, club al que llegó con 11 años de edad. Formó parte de las categorías inferiores del cuadro victoriano hasta llegar a la reserva, siendo capitán en todas las divisiones menores del club, hasta con el equipo de la reserva. 

### Celta de Vigo B
A mediados del año 2014, Francisco viaja a España para formar parte de las filas del Celta de Vigo B. Pasó dos años en el cuadro céltico siendo alineado en distintos partidos de la categoría inferior. logrando jugar dos partidos para el equipo filial que disputaba la tercera división española.

### Alianza Lima
En el año 2016, Duclós retorna a Perú para continuar su carrera en Alianza Lima al mando de Roberto Mosquera con el cual logró clasificar al equipo a la Copa Sudamericana 2017.
En el año 2017 al mando de Pablo Bengoechea, Duclós alternaría como lateral izquierdo durante el campeonato. Dicho año, el equipo de Alianza Lima se consagraría campeón nacional tras ganar el Torneo Apertura y Torneo Clausura.
Duclós continuó una temporada más en el elenco victoriano al mando de Bengoechea para la temporada 2018. Dicho año, Alianza Lima volvería a jugar una final, pero esta vez quedando subcampeón.
Para el año 2019, al mando de Miguel Ángel Russo, Duclós continuaría en Alianza, pero alternando en su posición natural de zaguero central y siendo relegado a la banca de suplentes y al equipo de reserva por su bajo rendimiento mostrado al inicio de la temporada. Por malos resultados es destituido el técnico y se da el regreso de Pablo Bengoechea con el que poco a poco pancho va a volviendo al once pero de defensa central, posición en la que realizó buenas actuaciones, finalmente obtuvo por segundo año consecutivo el subcampeonato en la Liga 1. Luego de una temporada terrible, a finales del 2020, en el cual fue uno de los más criticados por su bajo nivel defendiendo y estar envuelto en un caso extradeportivo que lo marginó del elenco antes de culminar todos los partidos. Dejó el club el 7 de diciembre del 2020.
En la temporada 2023 descendió de categoría, al quedar último en la tabla acumulada del torneo con la Academia Cantolao, descendiendo por segundo año consecutivo.

## Estadísticas

### Clubes
Actualizado hasta el último partido disputado el 28 de octubre de 2023.
| Celta de Vigo B · España | 3.ª           | 2015-16       | 2   | 0 | 0 | 0 | -  | - | 2   | 0 | 0    |
| Celta de Vigo B · España | Total club    | Total club    | 2   | 0 | 0 | 0 | -  | - | 2   | 0 | 0    |
| Alianza Lima · Perú | 1.ª           | 2016          | 21  | 1 | 0 | 0 | -  | - | 21  | 1 | 0    |
| Alianza Lima · Perú | 1.ª           | 2017          | 22  | 0 | 5 | 0 | -  | - | 27  | 0 | 0    |
| Alianza Lima · Perú | 1.ª           | 2018          | 31  | 0 | 0 | 0 | 4  | 0 | 35  | 0 | 0    |
| Alianza Lima · Perú | 1.ª           | 2019          | 9   | 0 | 1 | 0 | 2  | 0 | 12  | 0 | 0    |
| Alianza Lima · Perú | 1.ª           | 2020          | 9   | 0 | - | - | 0  | 0 | 9   | 0 | 0    |
| Alianza Lima · Perú | Total club    | Total club    | 92  | 1 | 6 | 0 | 6  | 0 | 104 | 1 | 0.01 |
| Sport Huancayo · Perú | 1.ª           | 2021          | 5   | 0 | - | - | 1  | 0 | 6   | 0 | 0    |
| Sport Huancayo · Perú | Total club    | Total club    | 5   | 0 | - | - | 1  | 0 | 6   | 0 | 0    |
| Ayacucho F. C. · Perú | 1.ª           | 2022          | 20  | 0 | - | - | 5  | 1 | 25  | 1 | 0.04 |
| Ayacucho F. C. · Perú | Total club    | Total club    | 20  | 0 | - | - | 5  | 1 | 25  | 1 | 0.04 |
| Academia Cantolao · Perú | 1.ª           | 2023          | 26  | 1 | 0 | 0 | -  | - | 26  | 1 | 0.04 |
| Academia Cantolao · Perú | Total club    | Total club    | 26  | 1 | 0 | 0 | -  | - | 26  | 1 | 0.04 |
| Total carrera | Total carrera | Total carrera | 145 | 2 | 6 | 0 | 12 | 1 | 163 | 3 | 0.02 |
| (1)Las copas nacionales se refiere a la Copa Bicentenario. (2)Las copas internacionales se refiere a la Copa Libertadores y a la Copa Sudamericana. (3)Media de goles por encuentro. No incluye goles en partidos amistosos. |               |               |     |   |   |   |    |   |     |   |      |

## Palmarés

### Torneos cortos
| Título          | Club         | País | Año  |
| --------------- | ------------ | ---- | ---- |
| Torneo Apertura | Alianza Lima | Perú | 2017 |
| Torneo Clausura | Alianza Lima | Perú | 2017 |
| Torneo Clausura | Alianza Lima | Perú | 2019 |

### Campeonatos nacionales
| Título                    | Club         | País | Año  |
| ------------------------- | ------------ | ---- | ---- |
| Primera División del Perú | Alianza Lima | Perú | 2017 |